# Japanska invasionen av Thailand
Japanska invasionen av Thailand var ett slag under stillahavskriget. Kombatanterna var Thailand och Japan. Slaget ägde rum den 8 december 1941 och ledde till att Thailand ingick en allians med Japan och förklarade krig mot de allierade. 

## Bakgrund
Japan hade planer på att invadera Malaya och Burma. Dock så var det nödvändigt att japanerna fick använda thailändska baser för attackerna. Det thailändska folket motsatte sig dock det. För att undvika stora förluster inledde japanerna hemliga förhandlingar med den thailändska regeringen oktober 1940. Eftersom krigslyckan var stor för axelmakterna, gav Thailands ledare Plaek Pibulsonggram ett muntligt löfte om att stödja Japan vid en konflikt. Senare tycktes det dock som att Pibulsonggram glömt sitt löfte och bad både britterna och amerikanarna om stöd.

## Invasionen
Det gav dock japanerna anledning att attackera Thailand. Japanerna inledde invasionen med en attack på Battambang i gryningen. De landsteg även i Nakhon Si Thammarat, Pattani, Prachuap Khiri Khan, Samut Prakan, Songkhla och Surat Thani. Striderna upphörde snabbt då den Thailändska regeringen i smyg förhandlat med Japanerna i flera månader.

## Följder
Invasionen satte punkt för Winston Churchills planer på en allians med Thailand. De första japanska planen anlände efter bara några timmar till Songkla. Den 21 december 1941 skrevs en alliansförklaring på. Den 25 januari 1942 förklarade Thailand krig mot USA och Storbritannien.